# Zacisze (powiat sokólski)
Zacisze – kolonia w Polsce położona w województwie podlaskim, w powiecie sokólskim, w gminie Sidra.
W latach 1975–1998 miejscowość administracyjnie należała do województwa białostockiego.